# Фостер, Скотт Майкл
Скотт Майкл Фостер (англ. Scott Michael Foster; род.4 марта 1985) — американский актёр, наиболее известный ролями в сериалах ABC Family «Университет» (2007—2011) и «Погоня за жизнью» (2014—2015). В 2015 году он сыграл основного злодея в недолго просуществовавшей прайм-тайм мыльной опере ABC «Кровь и нефть».

## Ранние годы
Фостер родился в Уинфилде, штат Иллинойс в Центральном госпитале DuPage. Он вырос в деревне Хайленд, штат Техас, в пригороде Далласа. Посещая начальную школу, Фостер стал проявлять первый интерес к актёрской игре. Посещая среднюю школу Брайрхилл, а затем школу Эдвард С. Маркус, принимал участие в школьных театральных постановках до своего окончания школы в 2003 году. Участвовал в первом сезоне сериала «Отец невесты». Посещал колледж Коллен в течение одного семестра со специализацией в актёрском мастерстве, но вскоре оставил учёбу, чтобы продолжить профессиональную карьеру в этой области. Он играет на гитаре и является солистом собственной инди-рок группы «Siren’s Eye». 15 декабря 2009 они выпустили первый мини-альбом «Red Room».

## Карьера
В середине 2000-х Фостер переехал в Лос-Анджелес, где он при возможности нанимался на подсобную работу. В 2005 году он появился в малом фильме «Ужасные цветы», прежде чем получить главную роль в сериале ABC Family «Университет». Шоу транслировалось с 2007 по 2011 год. После его закрытия, Фостер появлялся в сериалах «Родители», «Закон и порядок: Лос-Анджелес», «Мелисса и Джоуи» и «Ищейка».
В 2012 году Фостер взял на себя второстепенные роли в сериалах «Калифорникейшн» и «Река». В 2013 году он снялся в недолго просуществовавшем сериале ABC «Последний час», а в следующем году взял на себя второстепенные роли в «Остановись и гори» и «Однажды в сказке». В 2014—2015 годах он снимался в сериале ABC Family «Погоня за жизнью», играя любовный интерес, а позже мужа главной героини.
В 2015 году Фостер получил роль основного злодея в прайм-тайм мыльной опере ABC «Кровь и нефть». Также в 2015 году Variety включил его в свой ежегодный список десяти перспективных актёров нового телесезона.

## Фильмография
| Год       |     | Русское название                   | Оригинальное название      | Роль                    |
| --------- | --- | ---------------------------------- | -------------------------- | ----------------------- |
| 2006      | ф   | —                                  | The Horrible Flowers       | Билли                   |
| 2007      | с   | Игра                               | The Game                   | Брэндон                 |
| 2007      | с   | Женский клуб расследований убийств | Women’s Murder Club        | Майло Бишоп             |
| 2007—2011 | с   | Университет                        | Greek                      | Кэппи                   |
| 2008      | с   | Четверть жизни                     | Quarterlife                | Джед Берланд            |
| 2009      | ф   | История странного подростка        | Teenage Dirtbag            | Тейер Менгресс          |
| 2010      | ф   | —                                  | Ashley’s Ashes             | Керн                    |
| 2011      | с   | Родители                           | Parenthood                 | Гэри                    |
| 2011      | с   | Закон и порядок: Лос-Анджелес      | Law & Order: LA            | Роджер Дарби            |
| 2011      | с   | Марси                              | Marcy                      | Скотт                   |
| 2011      | с   | Мелисса и Джоуи                    | Melissa & Joey             | Джордж Карпелос-младший |
| 2011      | с   | Секс по дружбе                     | Friends with Benefits      | Дэниел                  |
| 2011      | тф  | —                                  | Neighbros                  | Скотти Майк             |
| 2012      | с   | Река                               | The River                  | Джонас Бекетт           |
| 2012      | с   | Блудливая Калифорния               | Californication            | Тайлер                  |
| 2012      | с   | Ищейка                             | The Closer                 | Люк Бауэр               |
| 2013      | с   | Последний час                      | Zero Hour                  | Аарон Мартин            |
| 2014      | с   | Остановись и гори                  | Halt and Catch Fire        | Хант Уитмарш            |
| 2014      | ф   | Пакт 2                             | The Pact II                | офицер Майер            |
| 2014      | с   | Однажды в сказке                   | Once Upon a Time           | Кристофф                |
| 2014—2015 | с   | Погоня за жизнью                   | Chasing Life               | Лео Хендри              |
| 2015      | с   | Кровь и нефть                      | Blood and Oil              | Уик Бриггс              |
| 2015      | кор | —                                  | Must Feed and Water        | Алекс                   |
| 2016      | ф   | Мой мёртвый парень                 | My Dead Boyfriend          | Ховард                  |
| 2017—2019 | с   | Чокнутая бывшая                    | Crazy Ex-Girlfriend        | Натаниель Пимптон III   |
| 2018      | кор | —                                  | Wake the Riderless Horse   | Джонатан                |
| 2018      | кор | —                                  | The Last Days of TJ Staggs | помощник                |
| 2019      | тф  | Тональность любви                  | In the Key of Love         | Джейк Колби             |
| 2019      | ф   | —                                  | 5 Years Apart              | Эндрю                   |